# Edgar Wallace (Comic)
Edgar Wallace ist eine zwischen 1992 und 1995 erschienene frankobelgische Comicserie.

## Hintergrund
André-Paul Duchâteau bearbeitete mehrere Werke des britischen Schriftstellers Edgar Wallace für eine Comicveröffentlichung. Der Zeichner war Peter Li. Die Serie erschien direkt bei Lefrancq in Albenform. Feest gab den ersten Band in deutscher Sprache heraus.

## Albenausgaben
- 1992: Le serpent jaune[3] (46 Seiten)
- 1995: L’archer vert (46 Seiten)